# Lecitholaxa kumatai
Lecitholaxa kumatai är en fjärilsart som beskrevs av Lancelot A. Gozmany 1978. Lecitholaxa kumatai ingår i släktet Lecitholaxa och familjen Lecithoceridae. Inga underarter finns listade i Catalogue of Life.